# Herochroma liliana
Hemistola liliana là một loài bướm đêm trong họ Geometridae.